# Operation Secret
Operation Secret é um filme estadunidense de 1952, gênero drama de guerra, dirigido por Lewis Seiler para a Warner Bros., com roteiro de Harold Medford e James R. Webb baseado na proeza do major Peter Ortiz, do Corpo de Fuzileiros Navais dos Estados Unidos..
O filme é estrelado por Cornel Wilde, Steve Cochran, Phyllis Thaxter, Karl Malden, Paul Picerni e Lester Matthews.

## Sinopse
O tenente-coronel Peter Ortiz, um oficial americano que foi também um membro ativo da Resistência Francesa, é injustamente acusado do assassinato de um líder desta organização, mas não poderá limpar seu nome, por encontrar-se em uma importante missão secreta.

## Elenco
- Cornel Wilde ... Peter Forrester
- Steve Cochran ... Marcel Brevoort
- Phyllis Thaxter ... Maria Corbet
- Karl Malden ... Maj. Latrec
- Paul Picerni ... Capt. Armand Dupree
- Lester Matthews ... Robbins
- Dan O'Herlihy ... Mike Duncan
- Jay Novello ... Herr Bauer
- Wilton Graff ... oficial francês
- Dan Riss ... sargento alemão
- Harlan Warde ... Maj. Dawson
- Kenneth Patterson ... General
- William F. Leicester ... Capt. Hughes
- Gayle Kellogg .... Corporal